# Migranya
La migranya (del grec hemikranion 'un costat del cap') és un tipus de cefalàlgia, habitualment molt intens i causant amb freqüència d'incapacitat física i psicológica en la persona afectada. És una malaltia neurològica freqüent. Popularment rep el nom de mal de cap o mal de cella.

## Símptomes
La migranya es caracteritza per atacs de dolor molt intens i ha d'incloure almenys una de les següents característiques: dolor a tan sols un costat del cap, nàusees, vòmits, fotofòbia, al·lodínia cutània, sonofòbia o empitjorar amb el moviment. La seva clínica i durada varien considerablement a cada pacient, així com a cada crisi. La migranya d'origen vestibular és una causa comuna de vertigen episòdic associat a mals de cap de repetició i pot afectar individus de qualsevol edat. Alguns pacients amb migranya vestibular presenten osmofòbia. La migranya basilar, vertebrobasilar o de Bickerstaff és un tipus de migranya inusual derivada d'un espasme de l'artèria basilar del polígon de Willis i que es manifesta amb una aura d'aparició gradual i característiques atípiques. Una entitat clínica extremadament rara és la distonia d'extremitats inferiors induïda per episodis greus de migranya. La migranya confusional aguda és una variant poc comuna de la malaltia, caracteritzada per un estat de confusió mental transitori acompanyat de cefalea intensa i que es veu predominantment en nens i adolescents.
La migranya es classifica en dos grans grups depenent de si va precedida o no d'un conjunt de símptomes anomenats "aura", que habitualment s'experimenta com una distorsió de la vista. La migranya amb aura també s'anomena migranya clàssica. La migranya comuna o migranya sense aura, no té aquesta característica. Només un 25 per cent, aproximadament, de les persones que pateixen migranya han tingut alguna vegada una aura. La migranya hemiplègica és un subtipus singular de la migranya amb aura, en la qual hi ha debilitat motora i l'aura visual es manifesta durant les crisis de la malaltia i no abans, acompanyada ocasionalment de somnolència perllongada, d'encefalopatia aguda, d'atàxia i/o d'alteracions de la parla. Pot ser un trastorn espòradic o de naturalesa familiar. De vegades, la seva simptomatologia és similar a la d'un accident isquèmic transitori. L'anomenada migranya retinal és poc freqüent. Els seus factors desencadenants són els mateixos que els de la migranya amb aura. Afecta majoritàriament a persones de entre 20 i 40 anys, però en rares ocasions aquest tipus de migranya apareix durant la infantesa. Els malalts presenten atacs transitoris i totalment reversibles de pèrdua de visió o escotoma només en un ull, acompanyats de mal de cap ipsilateral a l'ull afectat i que duren menys de dues hores. La simptomatologia visual d'una crisi de migranya retinal acostuma a ser bastant més curta que la de la migranya clàssica. Infreqüentment, els trets clínics dels episodis aguts del lupus eritematós sistèmic són força semblants als de la migranya retinal.
La forma més habitual d'experimentar una aura abans d'un atac de migranya és veure un patró multicolor que creix a partir d'un petit punt central fins a cobrir bona part del camp visual dels dos ulls. Normalment dura menys de 60 minuts i la cefalea pot començar de poc abans de començar l'aura fins a 60 minuts després de la seua desaparició. Una aura pot ser qualsevol símptoma neurològic complex, per la qual raó algunes persones presenten, en lloc de l'aura visual, parestèsies, trastorns olfactius o paràlisi corporal completa transitòria amb afàsia. Poques vegades, la migranya amb aura va acompanyada de mioclònies. L'infart migranyós és, amb algunes excepcions, una inhabitual complicació de la migranya amb aura o de la migranya hemiplègica infantil esporàdica. Es defineix com un accident vascular cerebral esdevingut durant un episodi d'aquest tipus de migranya, amb símptomes que duren més de seixanta minuts i signes d'isquèmia en les proves de neuroimatge. Pot cursar amb disàrtria, diplopia, fonofòbia, desequilibri en la marxa d'inici sobtat, monoparèsia i angioespasme intracranial.

## Fisiopatologia
Hi ha estudis que assenyalen que la migranya és principalment un trastorn neurològic crònic, i d'altres que és un trastorn neurovascular amb els vasos sanguinis jugant-hi un paper clau, tot i que algunes investigacions actuals no confirmen aquest fet completament. Altres estudis indicarien que ambdós trastorns són importants. Una teoria està relacionada amb l'augment de l'excitabilitat de l'escorça cerebral i el control anormal de les neurones del dolor als nuclis trigeminals del mesencèfal. Alguns individus estan predisposats genèticament a patir aquesta malaltia.

## Desencadenants
Hi ha molts factors desencadenants descrits. L'enciclopèdia mèdica MedlinePlus en cita, per exemple:
- Reaccions al·lèrgiques.[52]
- Llums brillants, sorolls forts i diversos olors d'origen molt dispar.[53]
- Estrès físic o emocional,[54] incloent el trastorn per estrès posttraumàtic.[55]
- Canvis en el patró de la son.[56]
- Tabac o l'exposició al seu fum.[57]
- Saltar menjars.
- Hipoglucèmia postprandial.[58]
- Alcohol.[59]
- Deshidratació.[60]
- Canvis de temps atmosfèric.[61]
- Fluctuacions del cicle menstrual,[62] anticonceptius orals,[63] fluctuacions hormonals durant la menopausa.
- Cefalees tensionals.[64]
- Menjars que continguin tiramina (vi negre, formatge envellit, fumats, fetge de pollastre, figues…),[65] glutamat monosòdic[66] o nitrats (com ara el bacó, les salsitxes i el salami).[67]
- Altres menjars com ara la xocolata,[68] els làctics, les nous, l'avocat, els plàtans, els cítrics, les síndries,[69] les cebes o els fermentats.[70]

## Diagnòstic
La migranya està sovint infradiagnosticada o mal diagnosticada. El diagnòstic de migranya sense aura, d'acord amb la Societat Internacional de Cefalees, es pot fer d'acord amb els següents criteris (4 de 5), coneguts com els "criteris 5, 4, 3, 2, i 1":
- 5 o més atacs
- Durada d'entre 4 hores i 3 dies
- 2 o més de: localització unilateral, dolor pulsàtil, dolor de moderat a sever, agreujament per l'activitat física rutinària, evitació de l'activitat física rutinària
- 1 o més de: nàusees, vòmits, fotofòbia, sonofòbia

Els mateixos criteris serveixen per a la migranya amb aura, però només calen dues crisis per justificar el diagnòstic. Si es sospita una migranya, cal fer un diagnòstic diferencial amb altres cefalees com ara la cefalàlgia vasomotora o la cefalea en acúmuls i determinats trastorns de l'orella interna com, per exemple, la malaltia de Ménière. Eventualment, els trets clínics de la migranya amb aura poden ser semblants als d'un ictus isquèmic agut.

## Tractament
Els tractaments convencionals s'enfoquen a tres àrees: l'eliminació de desencadenants, el control dels símptomes i la medicació preventiva.

### Eliminació de causes
Sempre que sigui possible, cal aconsellar al pacient que elimini de la seva vida els factors que li produeixen crisis migranyoses. Això, que és relativament fàcil en el cas dels factors dietètics, no ho és tant en el cas dels hormonals. La identificació dels factors desencadenants és molt important pel tractament del pacient, de manera que si no hi ha un desencadenant clar es demana al pacient que faci un diari per intentar identificar-lo.

### Control de símptomes
El control simptomàtic (o, com també es coneix, tractament abortiu de les crisis) convencional recomana:
- Antiinflamatoris no esteroidals (AINEs) com ara el naproxén o l'ibuprofèn,[80] i antiàlgics (com el paracetamol).[81]
- Triptans, els més coneguts al mercat són sumatriptan,[82] rizatriptan,[83] frovatriptan,[84] lasmiditan,[85] zolmitriptan,[86] eletriptan[87] i almotriptan.[88] Són efectius, però presenten efectes secundaris com ara marejos, formigueig i pèrdua de sensibilitat a la pell, molèsties al pit i isquèmia miocardíaca per vasoespasme,[89] entre d'altres. A més, provoquen la contracció dels vasos sanguinis i no es recomanen pels pacients que pateixin determinades malalties cardiovasculars,[90] hipertensió arterial i determinats subtipus de migranya.
- Es comença a aplicar el tractament per via oral amb antagonistes del pèptid relacionat amb el gen de la calcitonina (CGRP, per les seves sigles en anglès),[91] com ara l'atogepant,[92] l'ubrogepant,[93] el rimegepant[94] o el vazegepant.[95] Aquests nous medicaments no tenen efectes secundaris cardiovasculars indesitjats com els triptans i es poden administrar amb seguretat.[96]

### Medicació preventiva
Si el pacient té una crisi migranyosa més de dues vegades a la setmana, es recomana l'ús de medicació preventiva per impedir l'abús d'analgèsics. Aquesta prevenció es fa amb fàrmacs molt diversos com ara el verapamil (un blocador dels canals de calci), els blocadors beta, els antidepressius tricíclics o els antiepilèptics com la lamotrigina o el valproat, per exemple. Una manera de prevenir la migranya és intentar evitar els desencadenants. Escriure un diari pot ajudar a identificar-los. Dormir bastant i beure força líquids també ajuden a prevenir-la. Qualsevol tècnica de relaxació que disminueixi la tensió quotidiana funciona per evitar migranyes, com també fer exercici amb regularitat, anar a teràpia cognitivoconductual o fins i tot la pràctica de tractaments d'acupuntura en determinats individus amb migranya episòdica. L'exercici aeròbic pot ajudar a disminuir la tensió i a mantenir un pes adequat, ja que l'obesitat contribueix a les migranyes.

### Migranya crònica
El topiramat (un fármac usat com estabilitzador de l'estat d'ànim) i la toxina botulínica (Botox®) tenen utilitat en el tractament de la migranya crònica. S'ha trobat que la toxina botulínica és útil en la migranya crònica, però no en els casos amb migranya episòdica. L'anticòs monoclonal anti-CGRP erenumab, que s'injecta mensualment amb un aparell similar a l'utilitzat per a injectar-se insulina, és una eina terapèutica efectiva i amb una tolerabilitat excel·lent per tractar preventivament la migranya crònica resistent als fàrmacs d'ús habitual. L'administració de galcanezumab, un altre anticòs monoclonal de la mateixa classe, redueix la freqüencia i la durada de les crisis d'aquesta forma de migranya. L'anticòs monoclonal eptinezumab ha demostrat tenir un efecte preventiu ràpid i de llarga durada tant en casos de migranya episòdica com de migranya crònica. La cirurgia pot estar indicada en algunes migranyes cròniques que no milloren amb l'ús reiterat de diversos medicaments específics contra la malaltia, sols o combinats. La implantació d'un dispositiu de neuroestimulació en el nervi cranial dels individus amb migranya crònica refractària als fàrmacs antimigranyosos acostuma a ser beneficiosa pel pacient a curt i a llarg termini sense causar efectes secundaris sistemics.